# Psettarium sebastodorum
Psettarium sebastodorum är en plattmaskart. Psettarium sebastodorum ingår i släktet Psettarium och familjen Sanguinicolidae. Inga underarter finns listade i Catalogue of Life.